# Castello di Meleto
Il castello di Meleto è una dimora signorile situata nel comune di Gaiole in Chianti.

## Storia
Le prime testimonianza su Meleto risalgono all'XI secolo quando risulta in possesso della vicina Badia di Coltibuono. In seguito divenne di proprietà di una famiglia feudale della zona di cui conosciamo il nome solo di un certo Guardellotto che a causa di contrasti con l'imperatore Federico I Barbarossa venne da quest'ultimo privato dei suoi possessi e il castello passò alla famiglia Firidolfi. Da questi Firidolfi prese il nome quel ramo della famiglia chiamato Firidolfi da Meleto
Grazie alla sua posizione, posto com'era vicino al confine tra i territori delle Repubbliche di Firenze e di Siena, il castello divenne prima il principale baluardo fiorentino della zona e in seguito una delle principali fortificazione nel Terziere di Gaiole della Lega del Chianti. Ciò fece del castello una ambita preda dei due contendenti che se lo contesero a lungo anche se non subì mai gravi distruzioni.
Durante la seconda invasione aragonese del Chianti nel 1478 il castello venne occupato dalle truppe aragonesi alleate a Siena ma nel 1480 venne ripreso dai fiorentini. Nel 1529 il castello venne assediato dalle truppe imperiali ma non cadde.
Nel XVIII secolo, quando ormai il pericolo di assedi era un lontano ricordo, il castello venne trasformato in una villa.
Il castello, non più di proprietà della famiglia Ricasoli, è sede di un'azienda agricola specializzata nella produzione di vino Chianti Classico ed è visitabile a pagamento.

## Descrizione

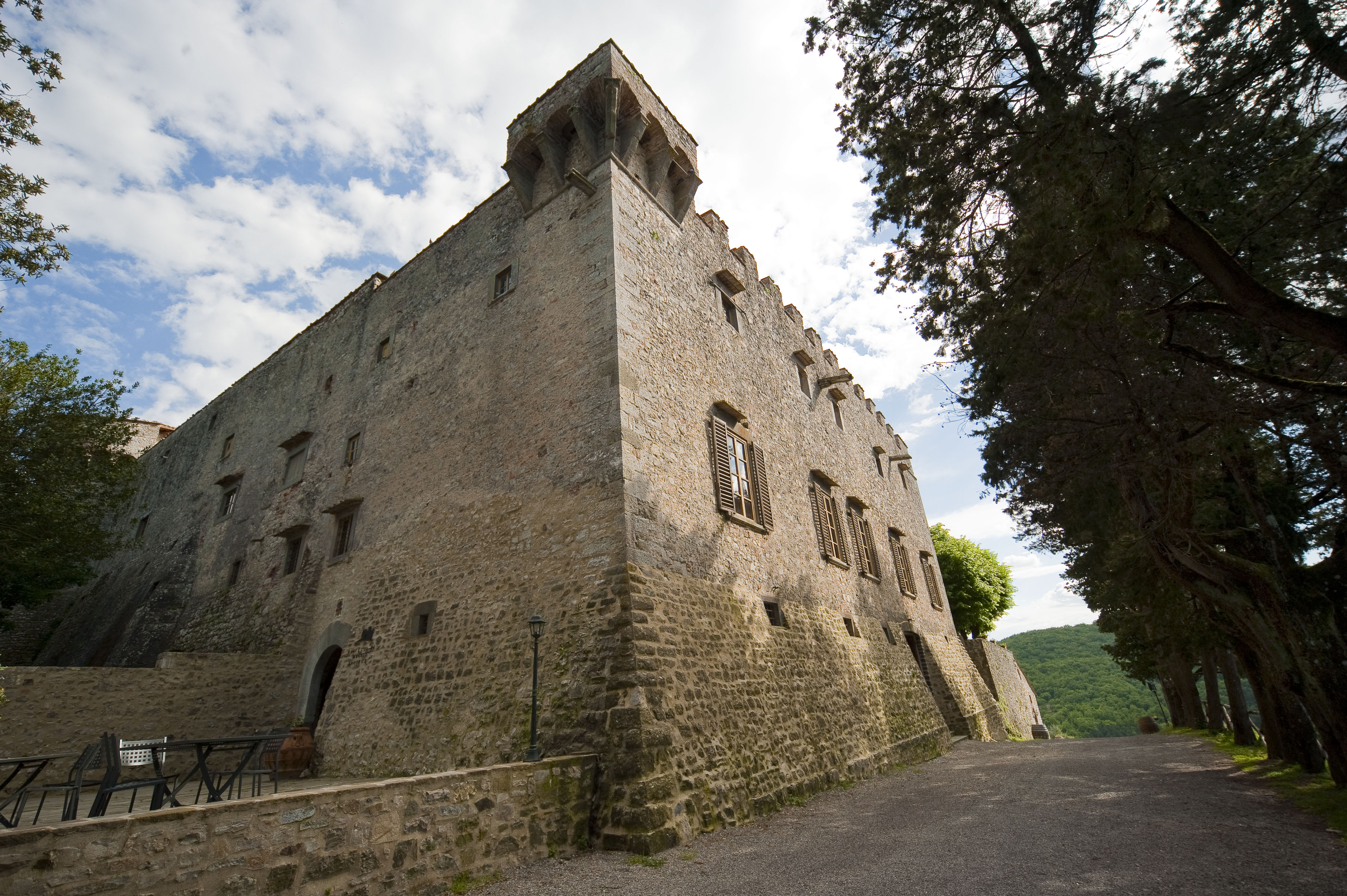
Fronte posteriore

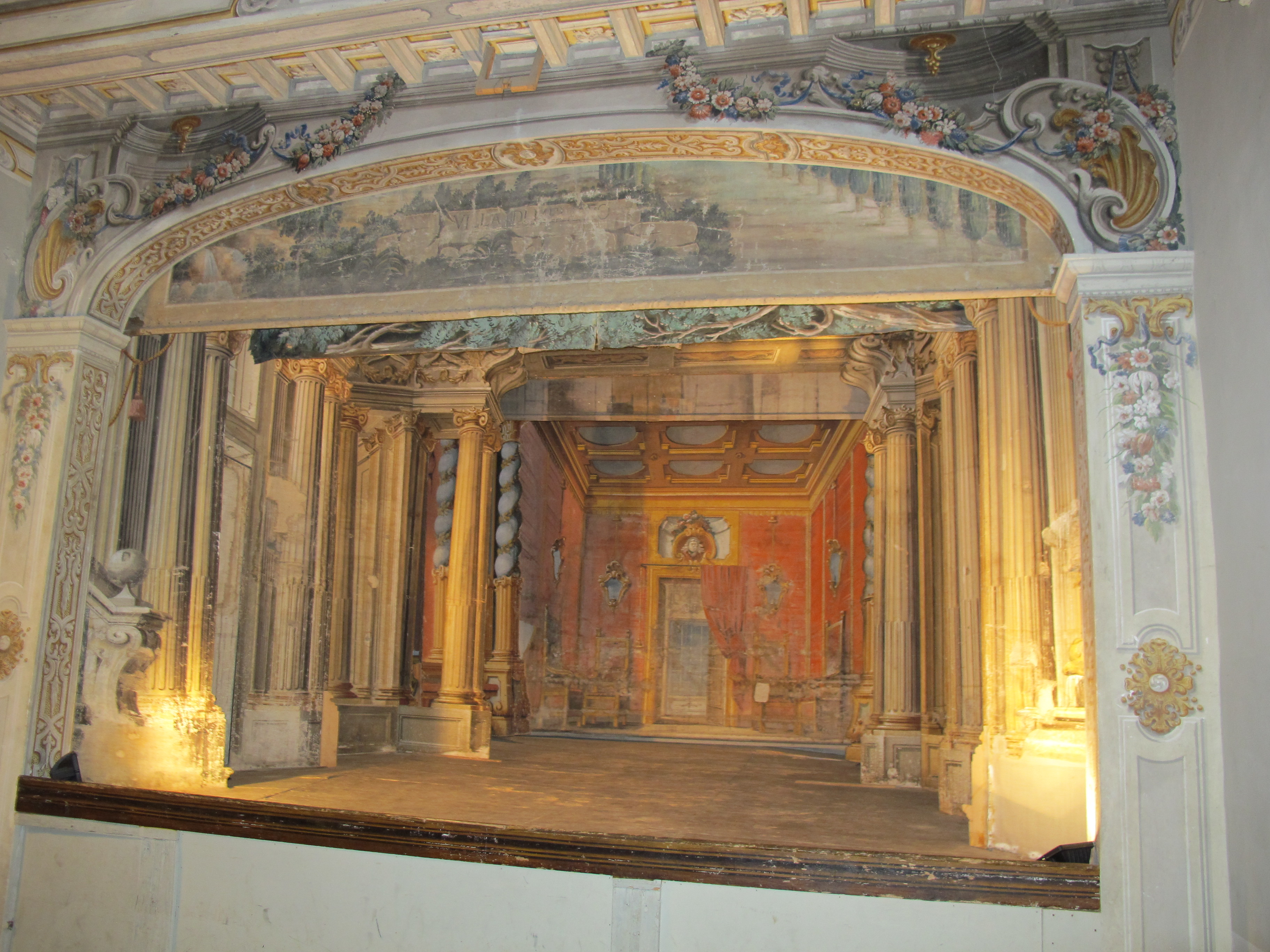
Il teatrino settecentesco

Il castello si presenta ancora con un'impostazione di tipo militare. Ha una forma a quadrilatero irregolare con al centro la torre del cassero. Grandi lavori vennero effettuati dopo il 1480 quando vennero realizzate le due possenti torri cilindriche bastionate poste ai margini meridionali, i più esposti in caso di assedio. A quel tempo risalgono anche i ballatoi in mattoni provvisti ancora di beccatelli posti agli angoli settentrionali.
L'interno del castello presenta molte sale arredate e affrescate secondo il gusto settecentesco.
Di notevole interesse è il teatrino posto in una sala a cui si accede dal cortile interno. Conserva oltre al palcoscenico sette scenografie originali del settecento.